# Philarius gerlachei
Philarius gerlachei är en kräftdjursart som först beskrevs av Giuseppe Nobili 1905.  Philarius gerlachei ingår i släktet Philarius och familjen Palaemonidae. Inga underarter finns listade i Catalogue of Life.